# Concordaat van 1801

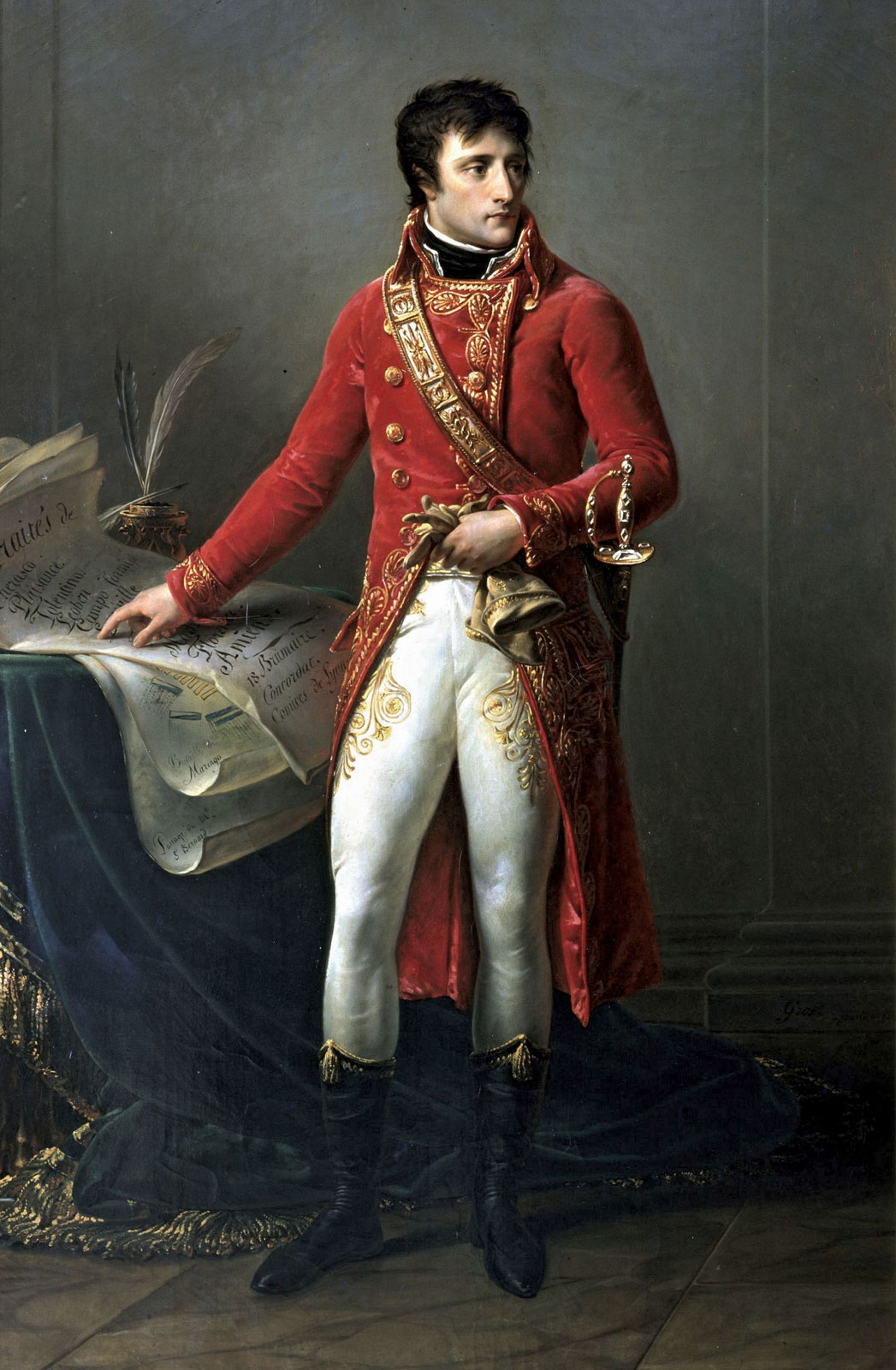
Napoleon Bonaparte als eerste consul

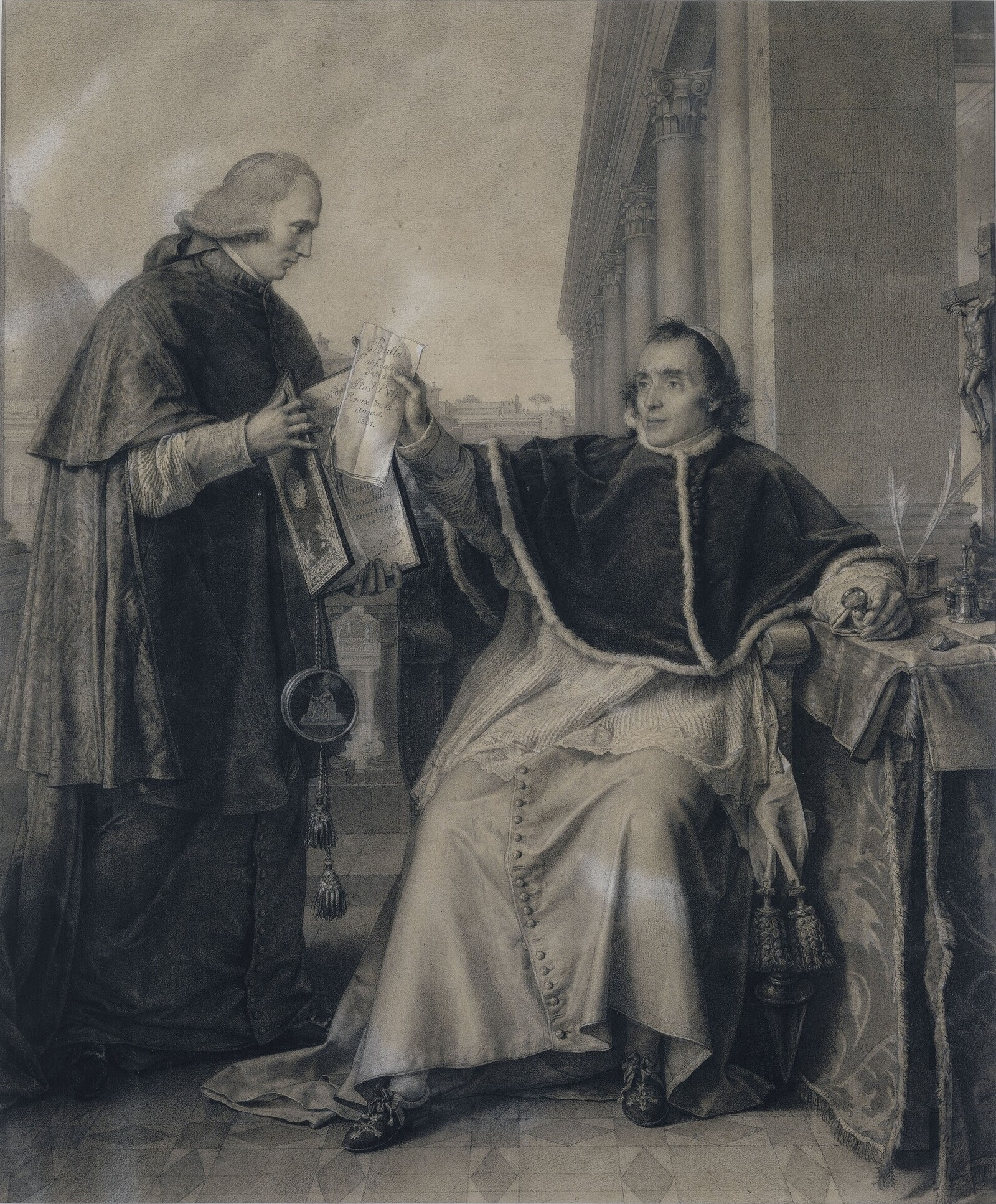
Paus Pius VII bekrachtigt het Concordaat

Indeling van bisdommen in 1801 in Frankrijk

Het Concordaat van 15 juli 1801 werd afgesloten tussen paus Pius VII en Napoleon Bonaparte (in zijn hoedanigheid van eerste consul van de Franse Republiek).

## Voorgeschiedenis
Tot aan de Franse Revolutie was de Rooms-Katholieke Kerk een echte staatskerk geweest, die over grote voorrechten beschikte, maar die tegelijk aan de koning ondergeschikt was en in grote mate onafhankelijk van de paus. Zo werden de bisschoppen door de koning aangewezen en was een pauselijke beslissing in Frankrijk niet geldig als ze niet door de Franse wereldlijke overheid werd aanvaard.
Dat principe van gallicanisme, waarmee de Franse koningen eeuwenlang de inmenging van Rome in Franse kerkelijke aangelegenheden wisten te beperken, had heel wat conflicten tot gevolg. Tussen de pausen en de koningen hadden sinds de 15e eeuw altijd spanningen inzake de Franse kerk bestaan, maar onder Lodewijk XIV waren de wrijvingen zo hoog opgelopen dat de paus weigerde de door de koning benoemde bisschoppen in hun ambt te bevestigen.
De Franse Revolutie had vanaf het begin de status van de kerk radicaal gewijzigd. De geestelijkheid verloor alle privileges, alle kloosters werden gesloten en de religieuzen van hun geloftes ontslagen. Alle kerkelijke eigendommen werden genationaliseerd en verkocht om de staatsschuld te verlichten.
Door de Constitution civile du clergé (1790) werden bisschoppen en pastoors door de staat betaalde functionarissen die door het kiezerskorps werden gekozen en die een eed van trouw aan de grondwet moesten afleggen. De macht van de paus werd helemaal uitgeschakeld.
Een meerderheid van de geestelijken weigerde die eed af te leggen, temeer omdat paus Pius VI de Constitution civile du clergé veroordeeld had. Zo ontstond het schisma tussen de "constitutionele" (beëdigde) en de "refractaire" clerus.
Tijdens de Terreur kwam het tot een vervolging van de refractaire clerus, die niet zelden meedeed aan contrarevolutionaire opstanden, zoals in de Vendée en Bretagne. Later werd zelfs elke christelijke eredienst verboden. Meteen na het einde van de Terreur (1794) werd de godsdienstvrijheid hersteld maar tegelijk een scheiding van kerk en staat doorgevoerd. In feite bestonden er een "constitutionele" en een "refractaire" kerk naast elkaar, waarbij de tweede zeker op het platteland verreweg de grootste was, terwijl grote delen van de bevolking, vooral in de steden, ontkerstend waren.
In de in 1795 geannexeerde Zuidelijke Nederlanden, waar sinds 1798 spontane haarden van volksopstand uitbraken, bekend onder de naam Boerenkrijg, koos de geestelijkheid overwegend de kant van de opstandelingen.

## Het ontstaan van het concordaat
Als eerste consul (vanaf november 1799) probeerde Napoleon Bonaparte de relaties met de kerk te normaliseren, en dit om louter politieke redenen.
Hij besefte dat de interne orde pas door een godsdienstvrede hersteld kon worden. In zijn streven een punt achter de revolutie te zetten wilde hij het katholieke deel van de bevolking verzoenen met de postrevolutionaire samenleving.
Bonaparte streefde ook opnieuw naar meer staatscontrole op de kerk. Ten slotte wilden de nieuwe eigenaars van de onteigende kerkelijke goederen (nationaal goed) gerustgesteld worden dat de kerk die eigendommen niet zou terugeisen.
Om de verdeeldheid van de Franse kerk te overwinnen, besloot Bonaparte zich rechtstreeks tot te paus te wenden. Na zijn overwinning in de Slag bij Marengo (14 juni 1800) knoopte hij onderhandelingen aan met de nieuwe paus Pius VII (1800-1823).
De onderhandelingen verliepen moeizaam en duurden van 5 november 1800 tot 15 juli 1801. Op die dag - officieel 26 Messidor jaar IX van de Franse republikeinse kalender - vond in Parijs de ondertekening plaats van het concordaat. Dit gebeurde door een Franse delegatie onder leiding van Napoleons broer, staatsraad Joseph Bonaparte, en een pauselijke delegatie onder leiding van kardinaal-staatssecretaris Ercole Consalvi. Paus Pius VII bekrachtigde het verdrag op 15 augustus 1801 met de encycliek "Ecclesia Christi".

## Inhoud van het Concordaat

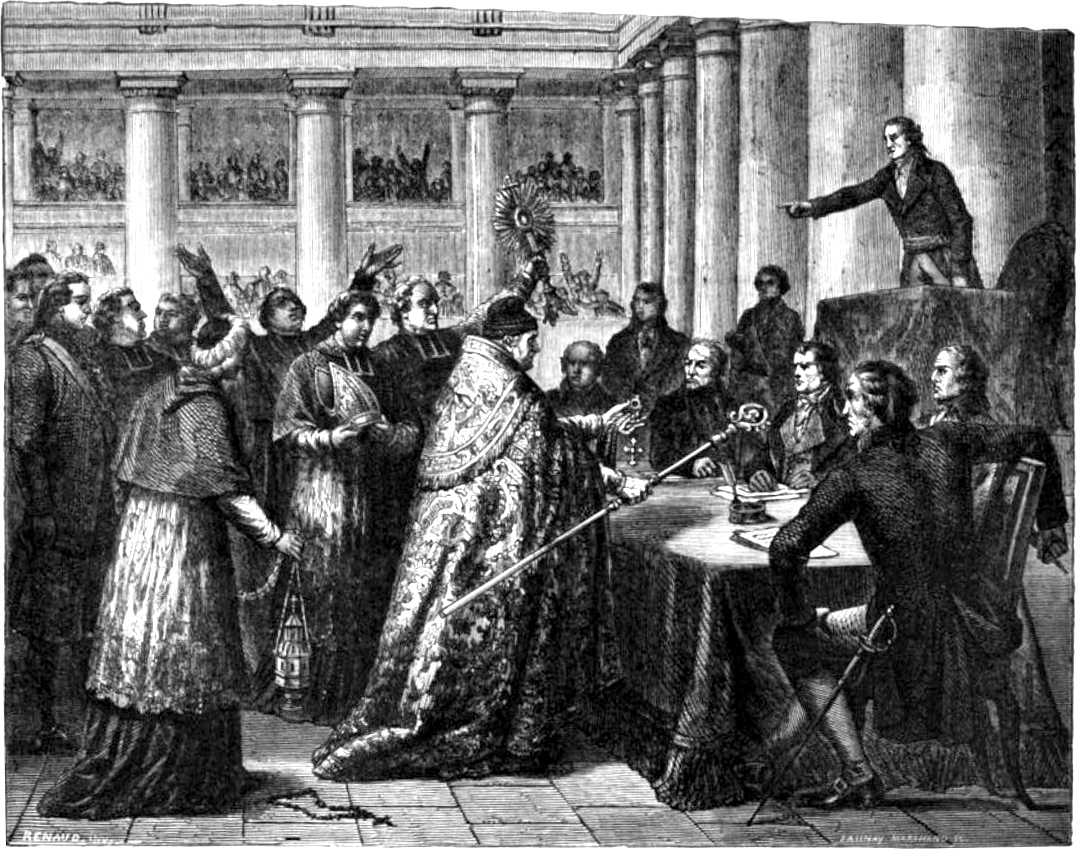
Franse bisschoppen leggen de door het Concordaat opgelegde eed van trouw aan de regering af

In het Concordaat erkende de Franse regering het katholicisme als "de godsdienst van de grote meerderheid van Franse burgers". De wens van Rome om het opnieuw tot staatsgodsdienst te maken werd niet ingewilligd.
De voornaamste bepalingen waren:
- De katholieke godsdienst kon in volle vrijheid worden beleden.
- Er zou in onderling overleg een nieuwe indeling komen van bisdommen in Frankrijk (inclusief het geannexeerde België en Rijnland).
- Alle bestaande bisschoppen werd gevraagd af te treden, waarna er bisschoppen voor de nieuwe diocesen zouden worden benoemd.
- De bisschoppen werden benoemd door het Franse staatshoofd (de eerste consul en zijn opvolgers). De benoeming moest door de paus canoniek worden bevestigd. In geval het staatshoofd niet katholiek zou zijn, zou hiervoor een andere regeling moeten worden afgesproken.
- De bisschoppen moesten een eed van trouw aan de regering afleggen. Daarin beloofden ze alles was nadelig kon zijn voor de Staat te laten weten aan de regering.
- De bisschoppen zouden de nieuwe diocesen indelen in parochies, met goedkeuring van de regering.
- De bisschoppen benoemden de pastoors, maar alleen personen die door regering aanvaard werden.
- Alle niet als nationaal goed verkochte katholieke kerkgebouwen werden ter beschikking van de eredienst gesteld.
- De paus verklaarde uitdrukkelijk de afstand van de verkochte kerkelijke goederen te erkennen en de nieuwe eigenaars ervan nooit te benadelen.
- De bisschoppen en pastoors zouden door de Staat bezoldigd worden.

## De organieke artikelen
Toen het Concordaat door de Franse wetgevende kamers moest worden goedgekeurd, voegde Bonaparte er op 8 april 1802 eenzijdig een soort uitvoerend reglement eraan toe, de articles organiques. Deze bijkomende bepalingen moesten een tegengewicht vormen op de toegevingen die in het Concordaat stonden.
Er was immers veel kritiek op de overeenkomst. In het leger en onder de intelligentsia heerste nog altijd een antigodsdienstige sfeer. Zowel de antiklerikalen als de aanhangers van het gallicanisme vonden dat er te veel aan de paus was toegegeven. Deze organieke artikelen bevatten allerlei praktische maatregelen ter uitvoering van het Concordaat. Zo werden de grenzen van de 10 nieuwe aartsbisdommen en 50 nieuwe bisdommen vastgelegd (dat aantal bedroeg minder dan de helft van wat het voor de Revolutie was geweest). Ook bepaalden ze de grootte van de wedden die de geestelijken van de Staat kregen. Bovendien werd de zondag de wettelijke rustdag, in plaats van de tiendaagse feestdag van de Franse republikeinse kalender. Deze kalender zelf bleef tot in 1806 bestaan.
De organieke artikelen bevatten een waar keurslijf van verplichtingen en verbodsbepalingen die een heel andere invulling aan het Concordaat gaven dan de paus gewild had. Enkele van deze bepalingen waren:
- Geen enkele bul of ander document van de paus zou in Frankrijk mogen worden uitgevoerd of gepubliceerd zonder toestemming van de regering. Hetzelfde gold voor beslissingen van buitenlandse synodes of concilies.
- De naam "gallicaanse kerk" werd opnieuw gebruikt. Op de seminaries moest onderwijs gegeven worden volgens de gallicaanse leer van 1682.
- Het aantal door de bisschoppen te wijden geestelijken moest door de regering worden goedgekeurd.
- Processies mochten niet worden gehouden op plaatsen waar "tempels bestemd voor verschillende erediensten" bestonden.
- Een kerkelijke huwelijksinzegening mocht alleen gegeven worden aan wie eerst een burgerlijk huwelijk had gesloten.

Tegelijk vaardigde de eerste consul "organieke artikelen voor de protestantse erediensten" uit, die de protestantse kerken grotendeels dezelfde voordelen en verplichtingen gaven als de katholieke kerk.
Rome heeft deze eenzijdig opgelegde regels nooit erkend, maar kon niet beletten dat ze in Frankrijk werden toegepast als een deel van het Concordaat.

## Gevolgen
Het Concordaat, dat in werking trad op 18 april 1802, leek eerst en vooral een overwinning voor Bonaparte. Het verzoende grote groepen katholieken opnieuw met de Staat, en schonk anderzijds de Franse regering een verstrekkende macht tot wettelijke regeling van allerlei kerkelijke activiteiten.
Anderzijds kon de katholieke kerk zich herstellen van de zeer zware slag die de Revolutie haar had toegebracht. Ze werd opnieuw een gevestigde instelling die de steun van de staat kreeg, ook al was ze geen almachtige staatskerk meer.
Het gallicanisme was echter voorgoed gebroken. De macht van de paus in de Franse kerk nam toe.
Op termijn kreeg de kerk weer meer invloed op de Franse bevolking. Men kon in veel streken zelfs van een herkerstening spreken.
Niet alle katholieken aanvaardden echter het Concordaat en zeker niet de organieke artikelen. Vooral in afgelegen streken bleven groepen refractaire gelovigen en geestelijken de verzoening met het revolutionaire regime afwijzen. Sommigen wezen ook het recht van de paus af om veranderingen in de Franse Kerk aan te brengen. Enkele bisschoppen die weigerden ontslag te nemen, steunden hen.
Een deel van deze anticoncordatairen zou zich nooit bij het Concordaat neerleggen en onder de bijnaam "Kleine Kerk" (Petite Eglise) blijven bestaan, met name in Poitou en de streek van Lyon, maar ook in België, waar deze groep bekendstaat als stevenisten, naar het verzet van priester Cornelis Stevens tegen het Concordaat.

## Evolutie in Frankrijk
Bonaparte, sinds 1804 keizer Napoleon I, breidde aanvankelijk de gunsten aan de kerk nog uit, onder meer door ook andere geestelijken dan bisschoppen en pastoors door de staat te bezoldigen. Ook regelde hij de organisatie van de kerkfabrieken, die de materiële middelen van de kerk moesten beheren.
De keizer kwam echter in conflict met de paus toen hij in 1809 de Kerkelijke Staat annexeerde. Toen Pius VII daartegen bezwaar maakte, werd hij gevangengezet in Savona.
Napoleon probeerde daarop van de paus een nieuwe overeenkomst af te dwingen, waarbij de paus in bepaalde gevallen niet langer zijn goedkeuring zou moeten geven voor de benoeming van bisschoppen. In 1813 tekenden keizer en paus in Fontainebleau een nieuw concordaat, dat echter meteen daarna door Pius VII werd herroepen.
Na de val van Napoleon sloot zijn opvolger koning Lodewijk XVIII in 1817 een nieuw concordaat met Pius VII, dat een gedeeltelijke terugkeer naar de situatie voor de Revolutie moest betekenen. Door zwaar verzet, onder meer vanuit het Franse parlement, werd deze overeenkomst nooit bekrachtigd. Wel werd het aantal Franse bisdommen door een pauselijke bul van 1822 sterk opgevoerd.
Het Concordaat van 1801 bleef daarom van kracht tot 1905. Toen werd in Frankrijk de wet op de scheiding van Kerk en Staat ingevoerd. Die kwam er na een zwaar conflict tussen de Franse regering en paus Pius X. Een poging van de paus om twee Franse bisschoppen af te zetten zonder instemming van de regering werd als een schending van de organieke artikelen beschouwd en vormde de aanleiding tot de scheiding.
In het in 1871 door Duitsland geannexeerde Elzas-Lotharingen, dat bij de scheiding van 1905 dus niet tot Frankrijk behoorde, bleef het Concordaat van kracht. Toen Elzas-Lotharingen in 1919 opnieuw bij Frankrijk werd gevoegd, werd aanvaard dat het "concordataire regime" zou blijven gelden voor dat gebied (de departementen Moselle, Bas-Rhin en Haut-Rhin). In deze drie departementen worden de katholieke, lutherse, gereformeerde en joodse erediensten nog altijd gesubsidieerd volgens de regels van het Concordaat en de organieke artikelen. De bisschoppen van Straatsburg en Metz worden benoemd bij decreet van de Franse president (op voordracht van de paus, die daarna de kerkelijke investituur verleent).

## Evolutie in België en Nederland
Voor de Belgische bisdommen, die sinds 1814 het zuidelijk deel van Verenigd Koninkrijk der Nederlanden vormden, bleef het Concordaat gelden. Wel kon koning Willem I der Nederlanden als protestant geen bisschoppen benoemen. Het noorden van zijn koninkrijk, dat maar korte tijd tot Frankrijk had behoord, was een pauselijk missiegebied dat buiten het Concordaat viel.
In 1827 sloot Willem I een nieuw concordaat met paus Leo XII. Daardoor zou het Concordaat van 1801 ook voor het noorden gelden. De koning kreeg daarbij een vetorecht bij de bisschopsbenoemingen. Maar door de grote wrijvingen tussen Willem I met de katholieke clerus en de Belgische Revolutie in 1830 trad deze overeenkomst nooit in werking.
De Belgische grondwet van 1831 maakte een groot deel van het Concordaat ongedaan. Volgens de grondwet heeft "de Staat het recht niet zich te bemoeien met de benoeming of installatie der bedienaren van enige eredienst of hun te verbieden briefwisseling te onderhouden met hun overheid of de akten van deze overheid openbaar te maken". Wel garandeerde de grondwet dat de Staat de wedden en pensioenen van de bedienaren van (erkende) erediensten verder zou betalen.
Een aantal bepalingen van het Concordaat en de organieke artikelen gelden nog altijd in België, zoals de erkenning van de zondag als rustdag en de verplichting van de gemeenten om de pastoor een woning te bezorgen. Voor de kerkfabrieken en de als wettelijke feestdag erkende kerkelijke feestdagen gelden nog altijd de voorschriften uit de tijd van Napoleon.